# 吉田麻實
吉田麻實（日语：吉田 麻実，5月15日—）是日本大阪府出身的女性配音員。目前隸屬於ARTSVISION。她於日本旁白演技研究所畢業。

## 出演作品
※粗體字為主要角色。

### 電視動畫
2011年
- 幸福光暈（婦人B）

2012年
- Smile 光之美少女！（婦人）
- 名侦探柯南（女性播報員）
- Battle Spirits Sword Eyes（高頭[註 1]、不良1）
- CØDE:BREAKER 法外制裁者（母親）

2013年
- 哆啦A夢（同學B）
- 惡之華
- 最強銀河 究極ZERO Battle Spirits（女）

2014年
- 惡魔的謎語（晴的母親）
- 魔術快斗1412
- 結城友奈是勇者（女性教師）

2015年
- 我家有個魚乾妹（婦人）

2016年
- 只有我不存在的城市（濱田）
- 在下坂本，有何貴幹？（阿姨）
- 魔法少女育成計畫（鄰居的太太）
- 龍族拼圖CROSS（街上的民眾）

2017年
- 時間飛船24（小孩A、東海林（日语：東海林）、8歲少年3、海倫‧凱勒）
- 學園少女突襲者 Animation Channel（記者[註 2]、黑服女）
- SUPER LOVERS 2（女性客）
- 名侦探柯南（男孩子）
- 火影忍者疾風傳（佐渡留）

2019年
- 名侦探柯南（火乃宫安那）

## 外部連結
- ARTSVISION的吉田麻實個人資料 （页面存档备份，存于）
- Twitter網頁 （页面存档备份，存于）